# DOKAKA
Dokaka（ドカカ）は東京出身の日本人ヒューマンビートボクサー。

## 来歴
1976年東京生まれ、名前の由来は、70年代ロックによくみられる低速なドラムの3連譜のタムまわしの音が好きで、それがドカカに聞こえたため。音楽スタイルは楽器を使用せず、声のみで音楽を表現。
大学時代にバンド活動と平行して、多重録音を始める。自分の声を多重録音したところ面白いものができたので、ホームページを作り、作品をアップしたところ、アメリカからライヴの誘いなどがあり、2003年にシアトルやニューヨークでいくつかの実験的なライヴをする。その後、ビョークからレコーディングの誘いがあり、アルバム「Medulla」参加（ホンワカホンワカとバックで言っているギターの声と、タコトンスコトンみたいに言っているバックのドラムスの声で参加）。